# Hulda (Vorname)
Hulda ist ein weiblicher Vorname.

## Herkunft und Bedeutung
Für den Namen Hulda existieren zwei Herleitungen.
Der biblische Name Hulda, hebräisch חֻלְדָּה ḥuldâ, leitet sich von חֹלֶד ḥōlæd ab, was eigentlich „Blindmaus“, „Stumpfschnauzenmull“, „Blindmull“ bedeutet, jedoch häufig mit „Maulwurf“ wiedergegeben wird.
Der deutsche Name Hulda leitet sich vom althochdeutschen huld „gnädig“, „geneigt“, „zugetan“ oder hold „weiblicher (guter) Geist“ ab.

## Verbreitung
In Island waren am 1. Januar 2023 insgesamt 150 Frauen mit Namen Hulda registriert. Bei 1127 davon handelte es sich um den ersten Vornamen.
Im Juni 2024 registrierte Schweden 1643 Personen mit dem Vornamen Hulda. Seit 1945 wird Hulda in Norwegen fast jährlich vergeben, jedoch ist der Name nicht sonderlich beliebt. Auch in Dänemark ist der Name nur mäßig beliebt.
In Finnland war der Name vor allem im ausgehenden 19. und beginnenden 20. Jahrhunderts verbreitet. Ab den 1910er Jahren verlor er rasch an Popularität. In den 1950er bis 1990er Jahren wurde er nur vereinzelt vergeben. Seit der Jahrtausendwende gewann er leicht an Popularität, ist jedoch nach wie vor selten.
Hulda zählte in Deutschland von 1930 bis in die 1970er Jahre zu den regelmäßig vergebenen Namen, seitdem wird er nur noch gelegentlich gewählt. In der Schweiz sieht das Bild ähnlich aus, wobei die jährliche Vergabe bereits Mitte der 1950er Jahre endete. Der Name wird in Österreich in den letzten Jahren nur sehr selten vergeben.
In den USA gehörte Hulda in den 1880er Jahren zu den 200 beliebtesten Mädchennamen, danach ging seine Popularität zurück. Seit Ende der 1920er Jahre wird der Name nur noch selten vergeben. Der Name kommt in Kanada seit 1980 gelegentlich vor.

## Varianten

### Hebräischer Name
Möglicherweise handelt es sich bei den Namen Heled, hebräisch חֵלֶד ḥēlæd, und Heldai, hebräisch חֶלְדַּי ḥældaj um männliche Varianten von חֻלְדָּה ḥuldâ.

### Deutscher Name
Holda und Holle sind Nebenformen zu Hulda. Bei Huld handelt es sich um eine altnordische Entsprechung von Hulda. Ulla stellt eine deutsche und schwedische Kurzform von Hulda dar.

## Namensträgerinnen
- Hulda Autenrieth-Gander (1913–2006), Schweizer Juristin und Präsidentin der Zürcher Frauenzentrale
- Hulda Regehr Clark (1928–2009), kanadische Physiologin und Alternativmedizinerin
- Hulda Garborg (1862–1934), norwegische Schriftstellerin und Theaterregisseurin
- Hulda Graf (1879–1944), deutsche Politikerin (USPD, SPD)
- Hulda Holtvedt (* 1999), norwegische Politikerin
- Hulda Emilie Klotz (1815–1900), deutsche Theaterschauspielerin
- Hulda von Levetzow (1863–1947), deutsche Autorin
- Hulda Mical (1879–1957), österreichische Lehrerin und Schriftstellerin
- Hulda Pankok (1895–1985), deutsche Journalistin und Verlegerin
- Hulda Paul (1873–1902), deutsche Dichterin geistlicher Lieder
- Hulda Rautenberg (1913–2002), deutsche Lehrerin, Sekretärin, Journalistin und Autorin
- Hulda Shipanga (1926–2010), namibische Krankenpflegerin, Hebamme und Beraterin des namibischen Gesundheitsministeriums
- Hulda Zumsteg (1890–1984), schweizerische Gastronomin, Wirtin des Restaurants «Kronenhalle» Zürich

Künstlername
- Hulda (1881–1946), Pseudonym der isländischen Schriftstellerin Unnur Benediktsdóttir Bjarklind (Lyrik und Prosa)